# Yax Ehb' Xook
Yax Ehb' Xook [Jaš Eb Šok] bio je majanski vladar grada Tikala u današnjoj Gvatemali. On je bio osnivač tikalske dinastije. Tikal je najpoznatiji grad civilizacije Maja.
Znan je i kao Yax Moch Xok.
David Stuart otkrio je njegovo ime na kosti iz Kaminaljuyua.
Smatra se da je živio u 1. stoljeću.